# فنزويليون أوكرانيون
الفنزويليون الأوكرانيون (بالإسبانيَّة: Ucraniano-Venezolano) هم مواطنون فنزويليون ينحدرون من أصول أوكرانية. شهد عدد أعضاء الجالية الأوكرانية في المهجر ازديادًا بعد عام 1945 إثر وصول موجة ثانية من المهاجرين السياسيين. أعيد توطين هؤلاء الأوكرانيين في بلدان عدَّة خلال النصف الثاني من أربعينيات القرن العشرين وفي مطلع خمسينياته، ما أسفر عن تأسيس مستوطنات أوكرانية جديدة في كلٍّ من أستراليا وفنزويلا. يُقدَّر عدد الأوكرانيين في فنزويلا بنحو عشرة آلاف نسمة.

## أعلام ومشاهير
- ليا إيمبر (مواليد أوديسا عام 1914 – وفيات كاراكاس عام 1981)، أول امرأة تنال شهادة دكتوراه في الطب في فنزويلا (متخصِّصة في طب الأطفال ورعاية الطفولة)، وأول امرأة تُنتخب عضوًا في مجلس إدارة كلية الطب في المقاطعة الفيدرالية.
- ستيفانيا فرناندز، حاملة لقب ملكة جمال الكون، فازت بلقبي ملكة جمال فنزويلا لعام 2008 وملكة جمال الكون 2009، وسجَّلت رقمًا قياسيًّا في موسوعة غينيس للأرقام القياسية كأول فائزة بلقب ملكة جمال الكون تُتوَّج على يد مواطنة لها.[2][3]
- إيفان بيلسكي (1923–2003)، رسَّام وفنَّان تشكيلي.[4]
- فاسيل كريتشيفسكي، رسَّام، ومعماري، وباحث في الفنون، وفنّان تشكيلي، وأستاذ في الفنون الزخرفية والتطبيقية.
- صوفيا إمبير، صحفية.
- أنيوسكا أ. كازاندجيان، عالمة نباتات وأستاذة جامعية.